# Kunihiro Iwasaki
Kunihiro Iwasaki (n. 5 octombrie 1944) este un înotător ce a reprezentat Japonia, medaliat olimpic. A participat la 2 ediții ale Jocurilor Olimpice (1964, 1968) în care a câștigat o medalie de bronz.